# Gerhard Prokop
Gerhard „Gerd“ Prokop (* 18. Mai 1939 in Gladbeck; † 24. Januar 2002) war ein deutscher Fußballspieler und -trainer.
Er spielte (mit viereinhalbjähriger Unterbrechung) als Torwart von 1963 bis 1976 in der Fußball-Bundesliga, der 2. Bundesliga sowie der Regionalliga West für Alemannia Aachen. Gerhard Prokop absolvierte 53 Bundesliga-Spiele, 17 in der 2. Bundesliga Nord und 129 Spiele in der Regionalliga West.
Von 1976 bis 1998 arbeitete er als Trainer.

## Statistik
- 1. Bundesliga 53 Spiele; Alemannia Aachen
- 2. Bundesliga 17 Spiele; Alemannia Aachen
- Regionalliga West 129 Spiele; Alemannia Aachen
- DFB-Pokal 14 Spiele;